# Sompt

Sompt este o comună în departamentul Deux-Sèvres, Franța. În 2009 avea o populație de 300 de locuitori.